# Jedzbark (gromada)
Jedzbark – dawna gromada, tj. najmniejsza jednostka podziału terytorialnego Polskiej Rzeczypospolitej Ludowej w latach 1954–1972.
Gromadę Jedzbark z siedzibą GRN w Jedzbarku utworzono w powiecie olsztyńskim w woj. olsztyńskim na mocy uchwały nr 21 WRN w Olsztynie z dnia 4 października 1954. W skład jednostki weszły obszary dotychczasowych gromad Jedzbark, Klucznik i Prejłowo ze zniesionej gminy Marcinkowo oraz obszar dotychczasowej gromady Kierzliny ze zniesionej gminy Ramsowo w tymże powiecie. Dla gromady ustalono 10 członków gromadzkiej rady narodowej.
Gromadę zniesiono 1 stycznia 1960, a jej obszar włączono do gromady Purda (wieś Prejłowo oraz PGR-y Wały i Podlaza) i do nowo utworzonej  gromady Barczewo (wsie Jedzbark, Klucznik i Kierzliny oraz PGR-y Jedzbark, Odryty, Studzianek i Krupoliny) w tymże powiecie.